# Mosquée Pertevniyal Valide Sultan
La mosquée Pertevniyal Valide Sultan est une mosquée construite sous le règne du sultan Abdülaziz et située dans le quartier d'Aksaray, district de Fatih, à Istanbul en Turquie.
Le nom vient de la sultane validé Pertevniyal, quatrième épouse de Mahmoud II et mère du sultan Abdülaziz.

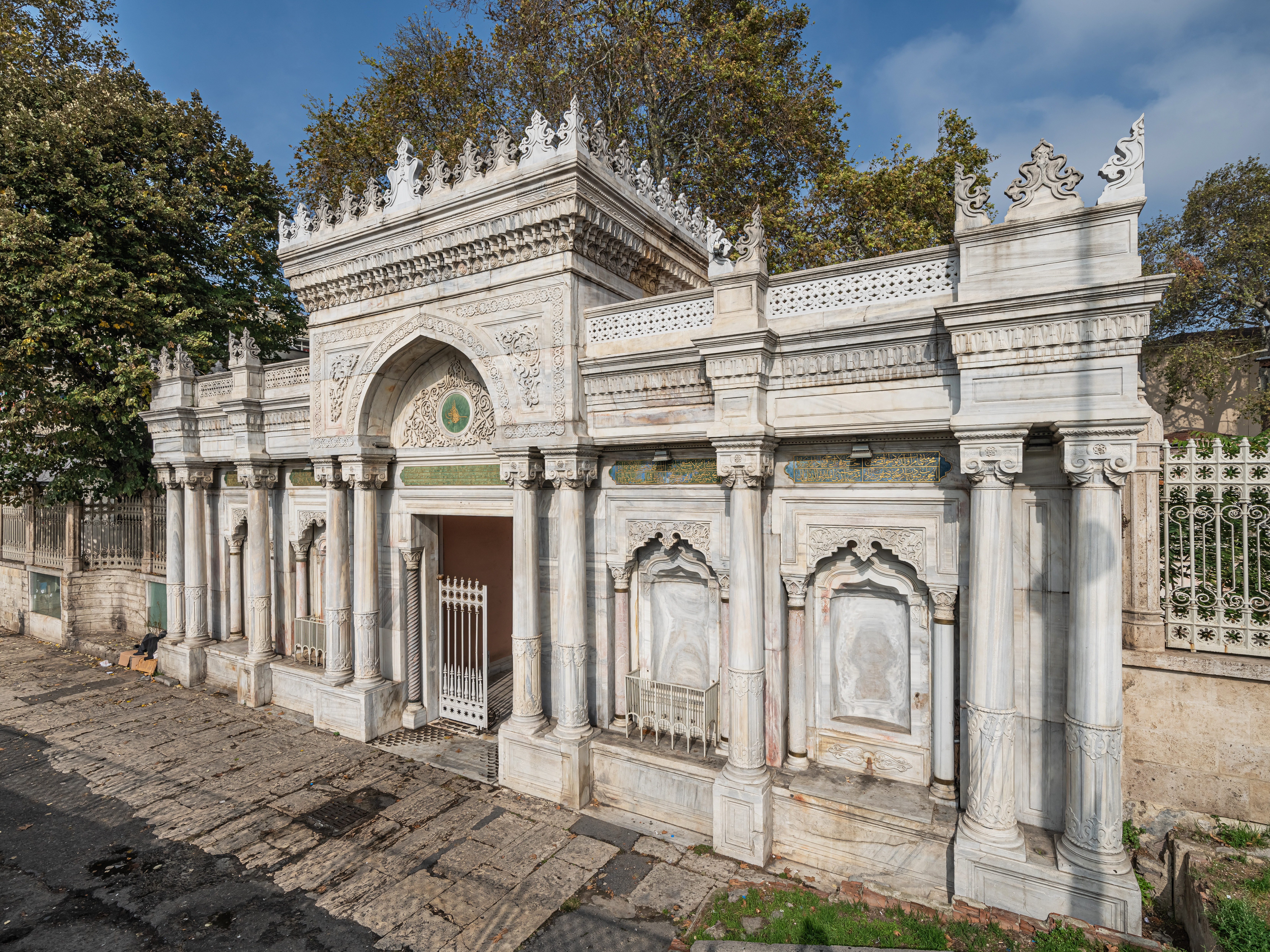
La porte
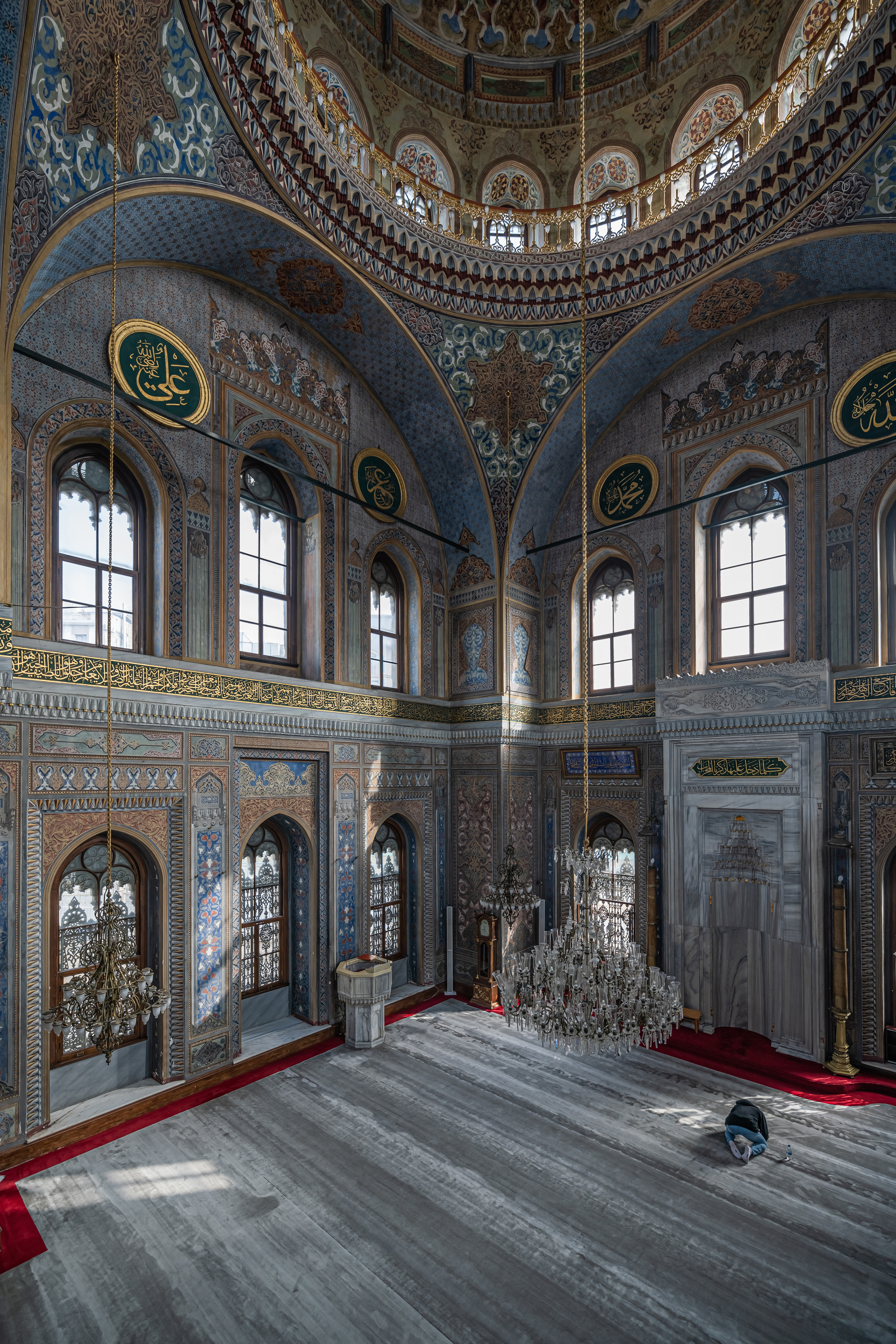
L'intérieur
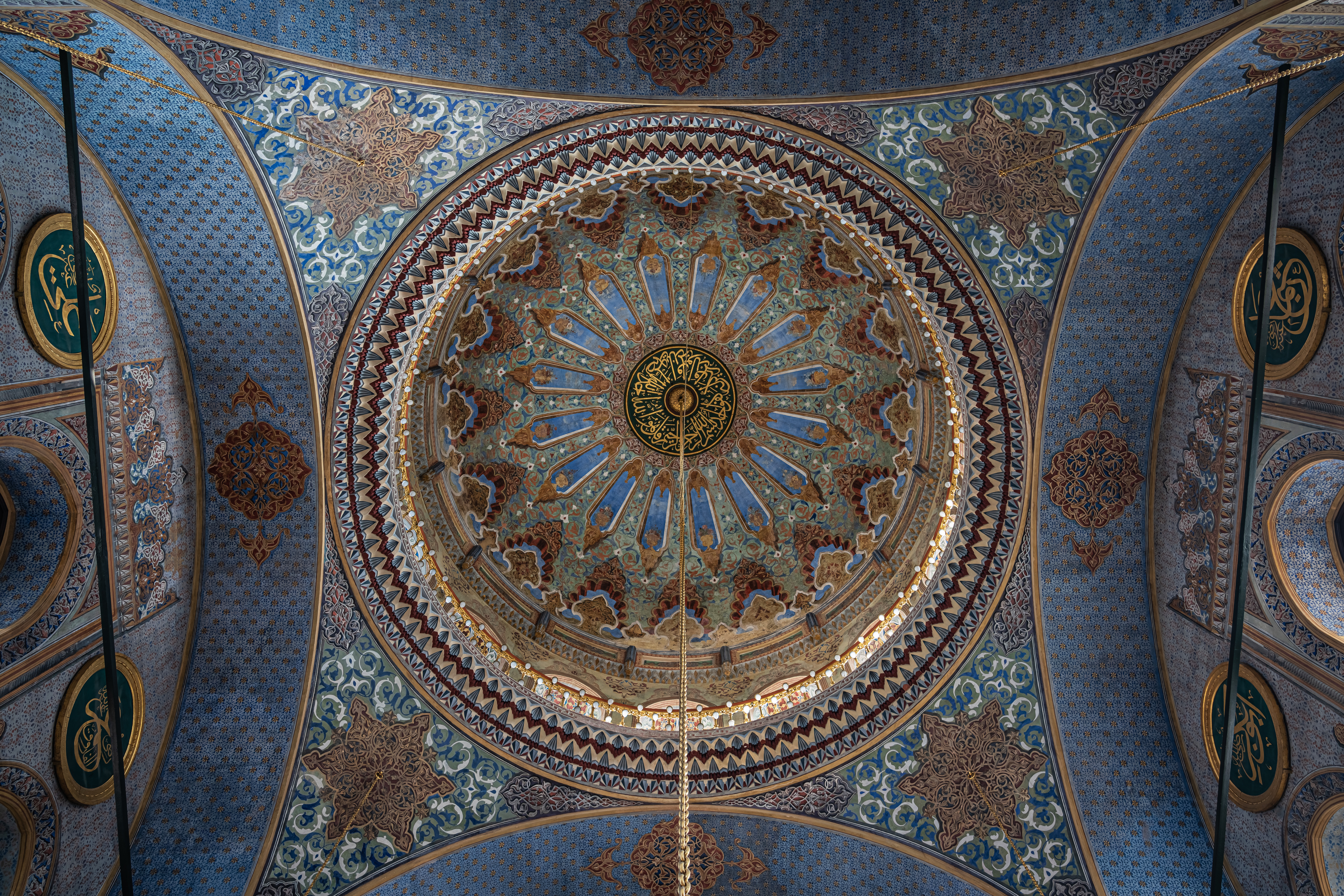
Le dôme